# Robert Aulotte
Robert Aulotte né le 15 avril 1920 et mort le 24 novembre 2001, est un romaniste français, spécialiste de Michel de Montaigne et de Plutarque.

## Biographie

### Parcours professionnel
Il est professeur à la Sorbonne, et travaille sur Montaigne, Plutarque, Ronsard, la comédie et la satire françaises au XVIe siècle.
En 1978, il fonde la Société française d’étude du seizième siècle, dont il est président ; il assure en même temps la présidence de la Société internationale des amis de Montaigne, fondée en 1913,.
En 1987, il est nommé docteur honoris causa de l'université de Łódź.